# Марк Прешис
Марк Прешис  (англ. Mark Precious, 29 серпня 1956) — британський хокеїст на траві, олімпійський медаліст.

## Виступи на Олімпіадах
| Олімпіада         | Дисципліна     | Місце |
| ----------------- | -------------- | ----- |
| Лос-Анджелес 1984 | хокей на траві | 3     |